# حصار دمشق (1229)
```
 كان 
حصار دمشق
 عام 1229 جزءًا من حرب الخلافة 
الأيوبية
 على 
دمشق
 التي اندلعت بعد وفاة 
المعظم الأول
 عام 1227. سيطر نجل الحاكم الراحل 
الناصر داود
 على المدينة 
بحكم الأمر الواقع
 في مواجهة 
الكامل
، السلطان الأيوبي في 
مصر
. وفي الحرب التي تلت ذلك، خسر الناصر دمشق لكنه احتفظ باستقلاله الذاتي، وحكم من 
الكرك
.
```